# Lepthyphantes brevihamatus
Lepthyphantes brevihamatus là một loài nhện trong họ Linyphiidae.
Loài này thuộc chi Lepthyphantes. Lepthyphantes brevihamatus được Robert Bosmans miêu tả năm 1985.